# Oswald Pohl
Oswald Pohl (født 30. juni 1892, død 8. juni 1951) var Obergruppenführer i SS. Som leder for Wirtschafts- und Verwaltungshauptamt (WVHA) var han ansvarlig for driften af koncentrationslejrene.
Pohl blev født i Duisburg. Han meldte sig ind i NSDAP i 1926.